# Botanic Gardens (metrostation)
Botanic Gardens is een metrostation van de metro van Singapore van de Circle Line en de Downtown Line. Het station ligt in Tanglin in de Central Region van Singapore. Het station ligt vlakbij en is genoemd naar de Singapore Botanic Gardens, UNESCO werelderfgoed sinds 2015. Ook in de nabijheid is de Bukit Timah campus van de Nationale Universiteit van Singapore. Omdat de verbinding tussen de perrons van de Circle Line en de perrons van de Downtown Line relatief lang is, zijn in het station loopbanden. Botanic Gardens is het enige station van de Metro van Singapore dat officieel ook een Maleise naam heeft, Kebun Bunga.
- Virtual International Authority File: 921155286665687180000